# Sukabumi (Talang Padang)
Sukabumi is een bestuurslaag in het regentschap Tanggamus van de provincie Lampung, Indonesië. Sukabumi telt 1029 inwoners (volkstelling 2010).